# Saxifraga implicans
Saxifraga implicans är en stenbräckeväxtart som beskrevs av H. Sm.. Saxifraga implicans ingår i Bräckesläktet som ingår i familjen stenbräckeväxter. Inga underarter finns listade i Catalogue of Life.